# MacPaint
MacPaint war ein bitmaporientiertes Bildbearbeitungsprogramm, das bereits 1984 auf den ersten Macintosh von Apple zusammen mit MacWrite ausgeliefert wurde und in verschiedenen verbesserten Versionen bis 2004 auf dem Markt war. MacPaint war wegweisend für viele andere ähnlich arbeitende Programme wie PixelPaint und Photoshop, das erstmals um 1990 auf dem Macintosh IIfx verfügbar war. 
Dank graphischer Benutzeroberfläche konnten schon damals mit MacPaint erstellte Bilder ganz einfach in MacWrite-Dokumente eingefügt und auch gedruckt werden. Da der erste Macintosh nur einen Schwarzweißbildschirm hatte, konnte man mit MacPaint nur Schwarzweißbilder (Auflösung nur 576 × 720 Pixel) editieren. Das war aber keine Beschränkung, denn der damals anschließbare ImageWriter konnte standardmäßig nur schwarzweiße Bilder der Größe 203 × 204 mm mit 72 DPI drucken.
MacPaint-Bilddateien lassen sich mit dem Kommandozeilen-Tool macptopbm (Teil des Netpbm-Projektes) in PBM-Dateien umwandeln, dieses Format kann mit heutigen Programmen weiterverarbeitet werden.
Im Jahr 2010 veröffentlichte Apple über das Computer History Museum den MacPaint 1.3 Quelltext, bestehend aus Assembler und Pascal-Code, damit einhergehend wurde auch eine historische Variante des QuickDraw Quelltextes verfügbar.